# 54. vestlige længdekreds
Den 54. vestlige længdekreds (eller 54 grader vestlig længde) er en længdekreds, der ligger 54 grader vest for nulmeridianen. Den løber gennem Ishavet, Grønland, Newfoundland, Atlanterhavet, Sydamerika, det Sydlige Ishav og Antarktis.